# Pau Eloy-García Jiménez
Pau Eloy-García Jiménez (?, c. segle xx) és una persona no-binària espanyola que treballa en la integració social i com a auxiliar d'infermeria. S'ha convertit en una de les veus més conegudes de l'activisme LGBTIQ+ a Espanya, especialment pel que fa a la divulgació i pedagogia de la identitat de gènere que representa el no-binarisme.
Resident a Madrid i màster en Dones i Salut a la Universitat Complutense de Madrid, va cofundar l'entitat No Binaries i és una de les cares més visibles de la cooperativa social Transdiversa. S'identifica amb el pronom neutre (en castellà, elle) i la seva activitat principal és el discurs contra la patologització de les persones transsexuals i no-binàries a través de xerrades i formacions en institucions públiques, educatives i privades que cerquen desmuntar els mites, les mentides i els estereotips contra els drets humans que pateix aquesta minoria social.
Eloy-García Jiménez ha participat també en diversos textos i publicacions vinculades a la promoció del feminisme i dels drets sexuals i de gènere. La seva biografia apareix recollida en una entrevista de la traducció al castellà de l'obra «Becoming Nicole» (traduïble 'Esdevenint Nicole'), de la periodista estatunidenca Amy Ellis Nutt i best-seller per The New York Times.